# Pierick Houdy
Pierick Houdy, de son vrai prénom Pierre-Marie,, est un compositeur, organiste, pianiste, maître de chapelle et pédagogue franco-canadien, né à Rennes (Ille-et-Vilaine) le 18 janvier 1929 et mort le 22 mars 2021 au Palais (Morbihan),.

## Biographie
Pierick Houdy commence ses études musicales en 1935 au Conservatoire de Rennes. Ses premières compositions datent de la même année. En 1937, il les joue en public à l'Opéra de Rennes et quatre d'entre elles sont publiées chez Henry Lemoine sous le titre À mes petits amis. Il travaille le piano avec Marguerite Long puis est admis au Conservatoire de Paris en 1939 où il est l'élève de Noël Gallon, Nadia Boulanger, Simone Plé-Caussade, Maurice Duruflé, Olivier Messiaen et surtout de Darius Milhaud,. En dehors du Conservatoire, il étudie le piano avec Lazare-Lévy. Après avoir obtenu un deuxième second Grand Prix de Rome en 1953,, il décroche en 1954 un premier prix de composition du Conservatoire, le Grand Prix de la Ville de Paris ainsi que le Prix Emmanuel Chabrier,.
Il a été directeur du conservatoire de Tours (1955-1960), professeur à la Schola cantorum (1963-1964), maître de chapelle de l'église Saint-Séverin de Paris (1965-1969) et  chef de chœur de la Maîtrise d'enfants de Radio France (1966-1969). À partir de 1970, il enseigne la composition au Québec, à l'Université Laval d'abord (1970-1971) puis au Conservatoire de musique de Québec (1971-1992), où il est nommé professeur de composition et d'écriture,. Rentré en France en 1992, il a enfin enseigné l'écriture musicale à Brest et à Quimper.
L'œuvre de Pierick Houdy est abondant (cf. son catalogue). Parmi ses œuvres les plus connues, on peut citer la Sonate pour harpe (1954) et la Messe québécoise pour voix mixtes, violon, contrebasse et cuillers (1973). L'enregistrement de cette messe (London LOS-26604) lui vaut en 1979 le Grand Prix de la musique-Canada, catégorie chorale, décerné par le Conseil canadien de la musique,. Houdy a écrit beaucoup de musique liturgique, souvent sur des textes de Maurice Cocagnac, et il est également l'auteur de musiques de scène, dont L'impromptu du Palais-Royal pour Jean Cocteau, ainsi que de musiques de films, dont Nick Carter va tout casser (1964).

## Vie personnelle
Il épouse en 1954 (Marie Geneviève) Ghislaine de Winter (Paris, 9 mai 1934−Le Palais, 7 décembre 2016), alors élève de harpe au Conservatoire de Paris dans la classe de Pierre Jamet (premier prix en 1955),. C'est pour elle qu'il écrit la Sonate pour harpe, qui est depuis « jouée dans le monde entier et imposée dans de nombreux concours internationaux ». Ils ont quatre filles. Tous deux obtiennent la naturalisation canadienne en 1976.

## Citation
« La musique, chacun le sait, n'exprime qu'elle-même, au-delà de la raison, de la psychologie, de l'image. Elle est une construction de la pensée, sans lien avec la nature, et n'a pour but que d'exprimer ce qui serait incommunicable par une autre forme d'expression. Elle est, comme tous les arts, signification sensible d'une énergie qui transcende le langage pour atteindre le logos. Elle s'adresse donc à la sensibilité sans passer nécessairement par la voie de l'intelligence rationnelle... »

## Œuvres
- À mes petits amis - 4 pièces pour piano, Ed. Henry Lemoine, 1937
- Prélude, Hautbois & piano, 1944
- Cinq chants tires du livre de la jungle, chœur a cappella, 1946
- Seulete suis (Christine de Pisan), mélodie, 1947
- Épitaphe du povre petit escollier (François Villon), mélodie, 1948
- Trois ballades de François Villon, mélodies, 1948
- Chanson bretonne, chœur a cappella, 1948
- Rondel (Tristan Corbière), mélodie, 1949
- Complainte (François Villon), chœur a cappella, 1949
- La belle damoiselle (Eustache Deschamps), chœur a cappella, 1949
- Au retour (François Villon), chœur a cappella, 1949
- Les regrets de la belle haaulmiere (François Villon), chœur a cappella, 1949
- Sainte Anne la palud (Tristan Corbière), chœur a cappella, éd. Leduc, 1949
- Ballade à ses amis, chœur a cappella, 1950
- Stances (Pierre Corneille), mélodie, 1951
- À son âme (Pierre de Ronsard), mélodie, 1951
- Ode à la paix (Pierre de Ronsard), mélodie, 1951
- Les proverbes de Salomon, S.A.B. chœur & orchestre, 1952
- L’ecclésiaste, S.A.B., chœur & orchestre, 1953
- Le dormeur du val (Arthur Rimbaud), chœur & orchestre, 1953
- Sonate, flûte & piano / harpe (CD CBS/Sony Japon), éd. Leduc, 1954
- Bretagne (real. Yves Ciampi), Musique de film, 1954
- Suite, flûte & harpe, éd. Lyra, New-York, 1955
- Divertissement - grand prix de la ville de Paris - commande des JMF Cor, trompette & piano, éd. Leduc, 1955
- Canon, 2 bassons, éd. Leduc, 1955
- Duo, 2 trompettes, éd. Leduc, 1955
- Elegies, clarinette & piano, éd. Leduc, 1955
- Lamento, cor & piano, éd. Leduc, 1955
- Pastourelle, flûte & piano, éd. Leduc, 1955
- Sarabande, trompette & piano, éd. Leduc, 1955
- Prélude n°2, hautbois & piano, éd. Leduc, 1955
- Au pays du pétrole (real. AV France), court-métrage, 1955
- Claire (René Char) - commande de radio France, musique de scène, 1955
- La fable de l'enfant échange (Pirandello) - comédie des Champs-Élysées, musique de scène, 1956
- La fleur à la bouche (Pirandello) - comédie des Champs-Élysées, musique de scène, 1956
- L’impromptu du palais royal (jean Cocteau) - commande de radio France, musique de scène, 1956
- Les grands vaisseaux de la légende et du rêve (José bruyr) - commande du festival d'Épinal, récitant & orchestre, 1956
- Six mélodies du Moyen Âge à la Renaissance - commande de l'État, mélodies, 1957
- Demain sera un autre jour - AV France, musique de film, 1957
- La Fayette, le voici - av France, musique de film, 1957
- Devoirs de vacances - commande de radio France, orchestre, éd. leduc, 1958
- Symphonie, orchestre, éd. Leduc, 1959
- Les aveugles de bruegel - commande de radio France, orchestre, éd. Billaudot, 1959
- Éternelles fêtes galantes - AV France, musique de film, 1959
- Six Noëls, harmonisations, éd. Leduc, 1960
- Messe sur des textes français, chœur, éd. Du cerf, 1961
- Concerto pour clavecin et orchestre à cordes, éd. Leduc, 1961
- Plus de cent cantiques et psaumes a cappella ou avec accompagnement d'orgue pour l'église Saint-Séverin à Paris, éd. Du cerf et archives de Saint-Séverin, 1961-1970
- Messe pour voix d'enfants (A.M. Cocagnac), chœur, 1962
- Les temples d’Angkor (M. Gibb), musique de film tv (BBC), 1962
- Quatre à quatre, 4 clarinettes, éd. Leduc, 1963
- Messe sur des rythmes de jazz, chœur, orgue, contrebasse, 1963
- La petite hutte (André roussin) - commande de l'État, Opéra-bouffe, 1963
- Romanesca, saxo alto, piano, éd. Leduc, 1964
- Rondel, basson, piano, éd. Leduc, 1964
- Messe pour la maitrise d'enfants de radio France, voix égales, 1964
- Nick Carter va tout casser (Henry Decoin), film, 1964
- Cycloleme le triste (Hélène Dasté) - comédie de Saint Étienne, conte musical, 1964
- Cadences pour le concerto pour flute et harpe de Mozart, flute & harpe, éd. Leduc, 1965
- Messe pour la nuit de Noël, chœur & 2 orgues, 1965
- Ces dames s'en mêlent (Raoul André), musique de film, 1965
- La route de la soie - av France, musique de film, 1966
- Le retour à la terre (Ch. P. Arrighi), court métrage, 1966
- Cantate à Saint-Michel - commande de l'État pour le millénaire du Mont-Saint-Michel, baryton, chœur, orgue et orchestre a vents, 1966
- En forme de loxodromie, 4 flûtes a bec, 1967
- Toccata - commande pour les 80 ans de Nadia Boulanger, Monaco, 2 pianos, 1967
- Ouverture pour un ballet - commande de radio France, orchestre, éd. Leduc, 1967
- Largo et toccata - morceau de concours du cnsm de Paris, trombone & piano, 1968
- Cinq chansons pour la maitrise - commande de radio France, 4 voix égales & ensemble instrumental, éd. Billaudot, 1968
- Eau pure pour Bangkok, film documentaire, 1968
- Il vient le prince de la paix, récitant, chœur, 2 orgues et orchestre, 1968
- Trois mouvements pour quatuor d'anches, Hautbois, hautbois d'amour, cor anglais, basson, 1969
- Plus que le silence des canons - commande du festival de Huy, en hommage au père Pire, flûte, violon, alto, violoncelle, 1969
- Messe de Marmoutier - maitrise de radio France, voix de femmes & orgue, 1969
- L’opéra de Jonas (A.M. Cocagnac), film d'animation, 1969
- Six musiques sans principes - commande de radio France, orchestre, éd. Billaudot, 1969
- La nuit de Pâques - commande de l'État, oratorio, 4 solistes, chœur & orchestre, 1971
- Putréfaction (considération tragique sur la paix) - création radio Canada, récitant, collages musicaux, musique électro-acoustique, 1973
- La messe québécoise - commande de radio canada - grand prix du disque canada - disques London (1978) - select, arion, voix mixtes, violon, orgue, contrebasse, "cuillers", 1972
- La mort de dieu et Litanie - université Laval, Québec, électro-acoustique, 1973
- Chanson de la mariée, flute et piano, 1974
- Chansons de marins, saxo alto et piano, 1974
- Dans les prisons de Nantes, guitare et piano, 1974
- Étude de styles, clarinette et piano, 1974
- Le réel du Canadien, piano, 1974
- Les caractères, violoncelle et piano, 1974
- Variation sur la fin prochaine de la guerre de sept ans - commandes du conseil des arts du Canada, voix et piano, 1974
- Contemplation, électro-acoustique, 1974
- Katchentamoun - congrès international de saxophone (Bordeaux 1974), saxo, piano, bande magnétique, 1974
- Jean-Baptiste, inachevé, 1975
- Cantate anthologique du café, voix égales, 1976-1977
- Chemin, quatuor de saxophones, éd. Billaudot, 1977
- Comme les six doigts de la main (André Melançon), musique de film, 1977
- Pour deux harpes, 2 harpes, 1978
- Comme les six doigts de la main (André Melançon), musique de film, 1977
- Jeux de mains, jeux d'esprit, harpe sans pédales, éd. Salvi, USA, 1979
- C.U.M. (Claude Godbout) - commande de la ville de Montréal, musique de film, 1979
- Telenn - crée à Maastricht, 1983, sonate pour harpe sans pédales, éd. Salvi, 1980
- La messe bretonne, crée à Saint-Thégonnec - commande pour France 2, chœur, biniou, bombarde, harpe celtique et orgue, 1981
- Peregrinus - concours du conservatoire de Québec, vibraphone a 6 baguettes, 1981
- Anao - commande de radio Canada, orchestre, 1981
- La beauté (Charles Baudelaire), 2 voix et piano, 1982
- Hymne à Teilhard de Chardin - commande de radio Canada, récitant et orchestre, disque Disque R.C.I. & Anao, 1982
- Macbeth (William Shakespeare) - théâtre du Trident, Québec, musique de scène, 1983
- La chair (Bill C. Davis) - théâtre Québec & Montréal, musique de scène, 1983
- N C 77 - commande de Kumiko Inoue - crée à Vienne en 1987, harpe, éd. harposphere, 1984
- Quintette - commande de V. Salvi - crée à Venise en 1987, harpe & quatuor à cordes, éd. Salvi, Londres, 1984
- Témoignage de marie de l'incarnation - créé par les concerts Couperin, chapelle des ursulines, Québec, chœur, 1984
- La messe de jacques cartier - commande de radio Canada - crée à Gaspé (Québec), chœur et orgue, 1984
- Panurge ami de Pantagruel (Antoine Maillet) - théâtre du Rideau vert, Montréal, musique de scène, 1984
- Autour de blanche pelletier (Marc Doré) - théâtre du Trident, Québec, musique de scène, 1984
- Deux suites d'orchestre - extraites de l'hymne à Teilhard de Chardin, orchestre, 1985
- Cinq caractères en forme d'études, 2 saxophones, éd. Doberman, 1986
- Bach et bottine (A. Melançon), musique de film, 1986
- La turquerie du Bourgeois Gentilhomme - théâtre du Trident, Québec, synthétiseur et chœur, 1986
- Concert à cinq - crée à Ottawa, radio canada, flute, sax, violon, violoncelle et piano, 1988
- Le temps d'une vie (Roland Lepage) - Montréal, Québec, musique de scène, 1987-1988
- La cerisaie (A. Tchekov) - Montréal, Québec, musique de scène, 1987-1988
- La danse du moi - commande du Dr Bejjani, New-York, flute, hautbois, saxophone & harpe, 1988
- Concerto pour quatuor et orchestre à cordes - commande de radio Canada, 1989
- Suite pour violon et harpe - commande 2e concours international de harpe et musique d'ensemble, éd. Harposphere, 1990
- Dialogues des carmélites - théâtre du Trident, Québec, musique de scène, 1990
- Vincent et moi (M. Rubbo), musique de film, 1990
- Concerto da camera - crée à Grenoble, violon, piano & orchestre à cordes, 1991
- Cassation - créé a Québec par le quatuor Multisax, quatuor de saxophones, 1992
- La ria - commande de l'arcodam, quatuor de guitares, 1994
- Trio de l'Arcodam, trio de guitares, 1994
- Ballade pour François Camper, piano, 1995
- Concerto français - commande de l'ARCoDAM - Créé à Brest, mars 1998 - Joué à Baton-Rouge, juin 1998 par I. Perrin, harpe & orchestre, ed. Leduc, 1996-1997
- Octave et dodeca - commande de l'Orchestre de Bretagne, orchestre, novembre 1998
- Messe d’Anne de Bretagne, chœur, octobre 1999
- Anne de Bretagne - livret J.M. Fournereau, opéra en 4 actes, 21 mars 2001, Tombées de la nuit
- Nikita la grenouille chanteuse, chœur, récitant, ensemble instrumental, 8 février 2002
- Vol d'étincelles - crée lors de l'inauguration de l'Espace CAMAC à Pari le 6 novembre, 4 harpes celtes, disque Coop Breizh, 2 décembre 2003
- Salve Regina, 2 contre ténors, clavecin, violoncelle-piccolo et harpe, 2004
- Harry’s hippo, récitant, flûte, alto, harpe, orchestre à cordes, 20 mai 2005
- Le tombeau de Ropartz - crée à Rennes par l'Orchestre de Bretagne le 6 décembre 2005, orchestre, 20 septembre 2005
- Arpège, douce folie - commande du Quatuor Harpège - Création au World Harp Congress à Amsterda, juillet 2008, quatuor de harpes, 15 septembre 2006
- Klick et puce, plus - commande pour le concours international de Lille, harpe, éd. harposphere, 28 octobre 2006
- Concert à quatre, 4 harpes, 31 décembre 2006
- Encore et toujours de Alpes, cor ou cor des Alpes, 30 janvier 2006
- De cordes et d'archets - création au World Harp Congress à Amsterdam, juillet 2008, harpe celtique ou harpe à pédales et quatuor à cordes, 14 maris 2007